# Maurice de Vaines

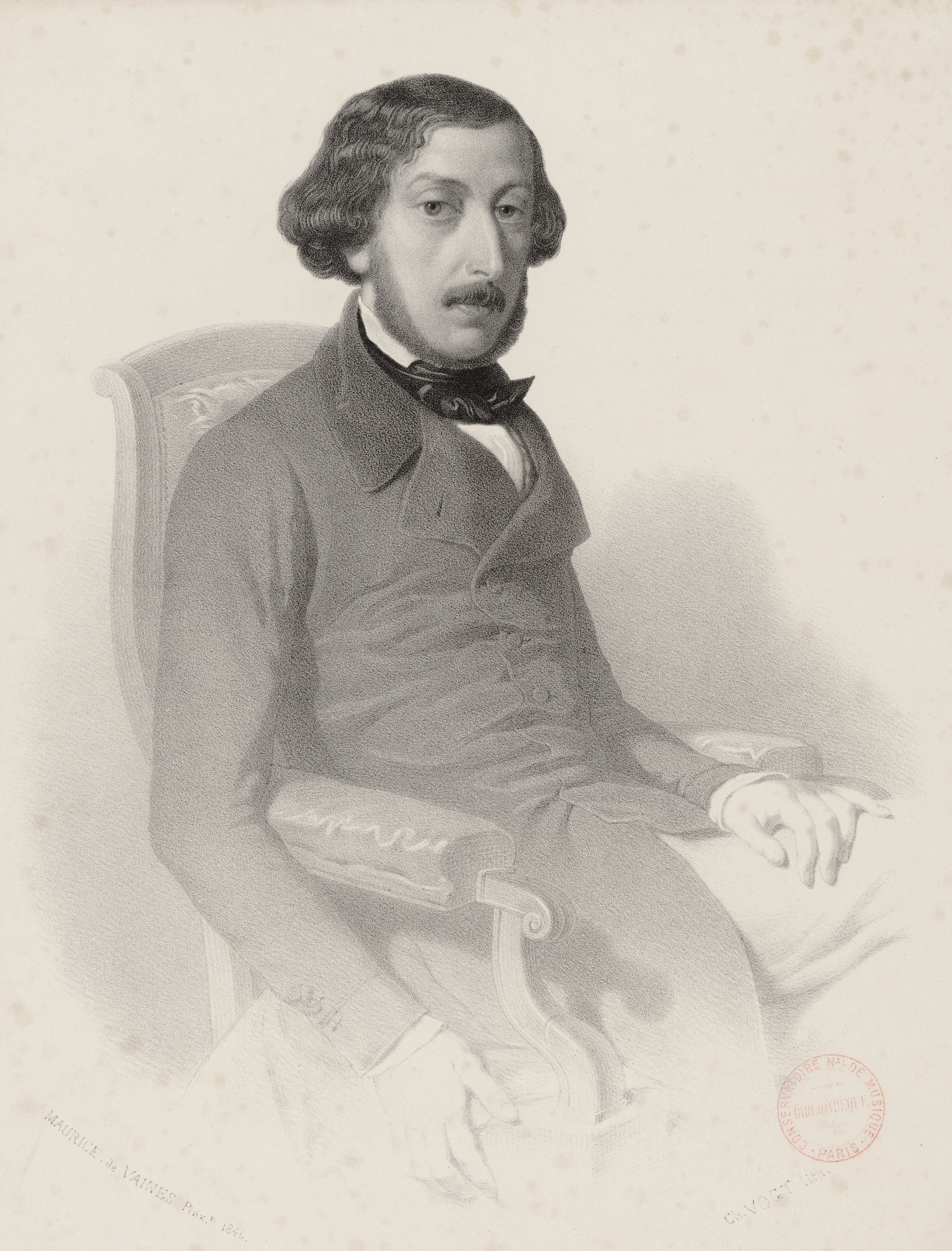
Le pianiste et compositeur hongrois Stephen Heller (1813-1888) par Charles Vogt d'après Maurice de Vaines.

Maurice de Vaines, né le 2 mars 1815 à Bar-le-Duc dans le département de la Meuse et mort le 14 août 1869 à Antibes dans le département des Alpes-Maritimes, était un peintre français.

## Biographie
Maurice de Vaines naît le 2 mars 1815 à Bar-le-Duc,. Il est le fils du second mariage d’Henriette de Meulan, demi-frère d’Elisa et beau-frère de Guizot.
Maurice de Vaines est élève d'Auguste Coudet et de Picot.
Il expose au Salon de 1839 à 1861. Il obtient une médaille de 3e classe en 1841,. Maurice de Vaines habite quelque temps à Blois. Il peint la chapelle du séminaire de Blois et le chœur de l'église à Chailles. Il est marié à Amélia Knowles appelée également Amélie Knoles qu'il épouse à Paris en 1842. En 1863 il est élu membre de l'Académie de Marseille.
Maurice de Vaines meurt le 14 août 1869 à Antibes.

## Œuvres
- Orléans, musée des Beaux-Arts: Eustache Le Sueur mourant à la Chartreuse de Paris, Salon de 1849, huile sur toile, 70 x 100 cm (disparu)[8].